# Peperomia aerea
Peperomia aerea är en pepparväxtart som beskrevs av William Trelease. Peperomia aerea ingår i släktet peperomior, och familjen pepparväxter. Inga underarter finns listade i Catalogue of Life.